# Mörel-Filet
Mörel-Filet (toponimo tedesco) è un comune svizzero di 681 abitanti del Canton Vallese, nel distretto di Raron Orientale, del quale è il capoluogo.

## Storia
Il comune di Mörel-Filet è stato istituito il 1º gennaio 2009 con la fusione dei comuni soppressi di Filet e Mörel; capoluogo comunale è Mörel.

## Geografia antropica
- Filet[2]
  - Halte
  - Massolter
  - Pfäwi
- Mörel[3]

## Infrastrutture e trasporti
Mörel-Filet è servito dalla stazione di Mörel, sulla ferrovia del Furka-Oberalp.